# Benigno Di Tullio

Benigno Di Tullio negli anni '40

Benigno Di Tullio Tenente Medico prima della Seconda Guerra Mondiale

Benigno Di Tullio (Forlì del Sannio, 4 aprile 1896 – Roma, 5 giugno 1979) è stato uno psichiatra e antropologo italiano.

## Biografia
La scelta del suo nome rende omaggio allo zio paterno, morto proprio un anno prima della sua nascita sul piroscafo “Regina Margherita”, che lo avrebbe riportato in Italia dall’Argentina, ove prestava servizio come medico. 
Ultimogenito di quattro figli, Benigno di Tullio era di estrazione familiare borghese: il padre Carlo (1859-1925) era un avvocato discretamente noto nel circondario di Isernia, la madre Filomena Trudi (1865-1901) era casalinga e tra i suoi avi vi era il matematico Nicola Trudi. Dopo la scuola elementare, lasciò Forlì del Sannio, per Isernia, dove frequentò il Liceo Classico O. Fascitelli. Iscrittosi presso la facoltà di Medicina e Chirurgia dell’Università di Napoli si trasferì poi alla Sapienza di Roma quando, diciannovenne, fu chiamato alle armi nel novembre 1915, e aggregato alla settima compagnia di sanità. Quattro mesi più tardi, nel marzo del 1916, fu promosso da soldato a sergente e inviato in zona di operazioni in ospedale da campo. Nel giugno del 1918 fu trasferito al Battaglione “Studenti in Medicina” di Bologna. Durante il conflitto bellico egli aderì al nazionalismo che lo spinse a prendere parte all’Impresa di Fiume condotta dal poeta Gabriele d’Annunzio. La sua laurea, conseguita nel 1920 presso l’Università di Roma “la Sapienza”, fu discussa con una tesi in Antropologia criminale redatta sotto la guida del professor Salvatore Ottolenghi e fu seguita dalla specializzazione in Medicina sociale e Neuropsichiatria. 
Nel 1921 entrò nell’istituto di Medicina legale di Roma, dove gli fu assegnata la direzione del servizio antropologico-biografico presso la Scuola superiore di polizia scientifica. Il professor Ottolenghi lo fece nominare “medico delle carceri”, con il compito di organizzare il primo servizio antropologico psichiatrico all’interno delle prigioni romane. I risultati ottenuti e le sue pubblicazioni nel 1925 su di una rivista scientifica gli valsero la libera docenza in Antropologia criminale, quindi quella in Antropologia penitenziaria presso la Scuola giuridico criminale dell’Università di Roma. Nel 1927, con la collaborazione di Sante de Sanctis , professore di Psicologia e direttore della cattedra di Neuropsichiatria, e del collega, il professor Pisani, creò il primo “Consultorio di medicina pedagogica emendativa per minori irregolari nella condotta”, che ben presto divenne un riferimento per la rieducazione e il contenimento di giovani ribelli e con tendenza a delinquere. Tra il 1932 e il 1933, Benigno Di Tullio fondò la “Società Italiana di Antropologia e Psicologia criminale”, che pose le basi per la “Società Internazionale di Criminologia“ che venne, di fatto, fondata nel 1934. La sede della società fu stabilita a Parigi e il medico molisano fu nominato primo segretario generale. Nello stesso anno gli fu conferito dalla Facoltà di Medicina dell’Università di Roma l’incarico dell’insegnamento dell’Antropologia criminale. La sua carriera professionale, costantemente in ascesa, e adornata da grande stima da parte della comunità scientifica, terminò nel 1971 quando, per limiti di età, fu collocato a riposo dalla sua attività universitaria.
(Benigno Di Tullio, "Sul metodo e sulle finalità della criminologia clinica" , relazione presentata al V Congresso Internazionale di Criminologia – Roma, 1935)
A caratterizzare negativamente la sua vita lavorativa, furono alcune conflittualità che si instaurarono tra egli e Padre Agostino Gemelli; quest’ultimo ne rifiutava la dottrina in quanto minava le fondamenta del concetto di “libero arbitrio”. Benigno Di Tullio si spense a 83 anni il 5 giugno del 1979.
Il consiglio direttivo della SIC, in suo onore ha istituito, nel 1986, il premio Benigno Di Tullio, per promuovere gli studi criminologici e di psichiatria forense, oltre a diverse borse di studio bandite annualmente da enti pubblici e privati di ricerca.

## Opere principali
- Manuale di antropologia e psicologia criminale, Anonima Romana Editoriale, Roma, 1931.
- Corso di antropologia criminale, lezioni tenute all'Università degli Studi di Roma "La Sapienza", Libreria Castellani, Roma, 1935.
- Lezioni di antropologia criminale, Tip. L. Pozzi, Roma, 1940 (con successive edizioni).
- Medicina pedagogica emendativa, OET-Edizioni didattica, Roma, 1941.
- Trattato di antropologia criminale, Editrice "Criminalia", Roma, 1945.
- Manuel d'anthropologie criminelle, Payot, Paris, 1951.
- Principi di criminologia clinica e psichiatria forense, Istituto di Medicina Sociale dell'Università degli Studi di Roma "La Sapienza", Roma, 1954 (con successive edizioni).
- Horizons in Clinical Criminology, New York University Press, New York, 1959.
- Lezioni di antropologia criminale, Scuola Superiore di Polizia, Roma, 1960.
- Principi di criminologia generale e clinica, con note di psicopatologia sociale, Lombardo Editore, Roma, 1979.